# New-York Tribune
De New-York Tribune is een voormalige Amerikaanse krant opgericht in 1841 door Horace Greeley.
Greeley wilde met een goedkope krant een breed publiek bereiken dat vooral bekommerd was om sociale zaken. Er ging daarbij veel aandacht uit naar nieuwsduiding en discussies. De krant was gekant tegen alcohol, tabak, gokken en prostitutie. Het hardste van leer ging ze tegen de slavernij. De Tribune wierp zich daarnaast op als voorvechter van het algemeen stemrecht. Het hoogtepunt van haar succes bereikte de krant in 1860 met zo'n 200.000 exemplaren. Tijdens de Amerikaanse Burgeroorlog steunden Greeley en de New-York Tribune Abraham Lincoln. Na Greely werd Whitelaw Reid uitgever. In 1924 werd de New-York Tribune samen met New York Herald omgevormd tot de New York Herald Tribune, die tot 1966 bleef bestaan.